# Rafał Działyński
Rafał Działyński herbu Ogończyk (ur. 1510, zm. 3 maja 1572). Syn Mikołaja i Magdaleny vel Małgorzaty Fogler, brat Jana i Michała.
Kasztelan brzeskokujawski 1559, starosta brodnicki i kowalewski w latach 1542–1572.
Odbudował warownię w Brodnicy po pożarze 1550.
W 1554 pożyczył 160 złotych węgierskich i 9600 florenów polskich, które zapisał jako gwarancję spłaty za wieś Cieszyny.
Ożenił się z Katarzyną Górką w 1555, był gorliwym luteraninem. Miał syna Łukasza.